# 奥右筆
奥右筆（おくゆうひつ）は、江戸幕府の役職のひとつで、若年寄の支配下にあった。奥御祐筆（おくごゆうひつ）とも言われる。江戸城本丸の御用部屋に詰めることが多かった。

## 概要
江戸幕府初期より右筆制度は存在しており、室町幕府や豊臣政権以来の歴代の右筆の家柄出身者などがこれに充てられていた。徳川綱吉が館林藩主より将軍となった時には、館林から右筆を連れて江戸城に入り、特に奥右筆に任じて、自身が発給する文書の作成などを任せた。これに対して従来の右筆は表右筆と呼ばれるようになる。奥右筆は当初は綱吉側近の数名であったが、後に拡大されて宝暦年間には17名程度にまで拡張された。また人数の増加により表右筆（30名前後、後に80名前後）の中から奥右筆に転じる事例が増え、後にはこの表右筆→奥右筆という昇順が確立する。
奥右筆が表右筆より重視されていたのは待遇面でも明らかである。享保年間の制によれば、右筆の長である組頭の禄高を比較すると、表右筆組頭が役高300石・役料150俵であったのに対して、奥右筆組頭は役高400石、役料200俵だった。また一般の右筆においても表右筆が150俵の蔵米の給与であったのに対し、奥右筆は200石高の領地の知行だった。
奥右筆はまた、幕府の機密文書の管理や作成なども行う役職で、その地位こそ低かったものの、実際は幕府の数多い役職の中でも特に重要な役職だった。現在で言うところの政策秘書に近い存在といえる。さらには、奥右筆の中には幕閣（大老や老中）が集う会議で意見を述べることが許されていた者もいた。
というのは、諸大名が将軍をはじめとする幕府の各所に書状を差し出すときには、必ず事前に奥右筆によってその内容が確認されることが常となっていた。つまり、奥右筆の手加減次第で、その書状が将軍などに行き届くかどうかが決められるほどの役職だったのである。また、幕閣より将軍に上げられた政策上の問題について、将軍の命令によって調査・報告を行う職務も与えられていた。その報告によって幕府の政策が変更されたり、特定の大名に対して財政あるいは人的な負担を求められる事態も起こりえたのである。
このため、諸大名は奥右筆の存在を恐れたともいう。

### 著名な奥右筆就役者
- 岡本保江
- 岡本久包
- 岡本久暢
- 瀬名貞雄
- 肥田頼常
- 屋代弘賢
- 向山源太夫
- 松平太郎
- 渋沢成一郎

## 関連作品
- 旅人異三郎（1973年、東京12チャンネル・三船プロダクション）
杉良太郎主演の連続テレビ時代劇。杉良太郎演じる主人公・はぐれの異三郎の実家が、代々奥右筆を務めていた。
- 斬り捨て御免!（1980年、東京12チャンネル・歌舞伎座）
中村吉右衛門演じる主人公・花房出雲は友人の朝倉丹波の依頼で奥右筆を辞任して、三十六番所頭取に就任する。
- お命頂戴!（1981年、テレビ東京・歌舞伎座）
徳川幕府12代将軍・徳川家慶（演：伊吹吾郎）の側近で、奥右筆の内藤左門（演：片岡孝夫）が主人公の連続テレビ時代劇。